# 사구체콩팥염
사구체콩팥염(glomerulonephritis, GN, glomerular nephritis) 또는 사구체신염은 사구체에 염증이 생기는 것을 말한다. 혈뇨, 단백뇨나 신증후군, 급성 콩팥 손상, 만성 콩팥병 등을 동반할 수 있다.
여러 가지 서로 다른 병리학적 패턴으로 나타나는데, 넓게는 증식성과 비증식성으로 나눌 수 있다. 사구체콩팥염의 패턴을 진단하는 것은 그 예후와 치료가 패턴별로 다르기 때문에 중요하다. 일차성은 콩팥 자체에 원인이 있는 경우, 이차성은 세균, 바이러스, 기생충 등의 감염이나 약물, 전신성 질환(전신 홍반 루푸스, 혈관염), 당뇨병 등의 다른 질환이 관련되어 있는 경우이다.

## 증상
이 염증으로 인해 일반적으로 신증후군이나 신염 증후군 중 하나 또는 둘 다 올 수 있다.:500

## 같이 보기
- 신장염